# Ложа Сагана
Державна ложа Сагана знаходиться в місті Кіганйо в графстві Ньєрі, на передгір'ях гори Кенія. Будинок використовується президентом під час офіційних подорожей по країні.

## Історія

### Колоніальна Історія
Ложа Сагана була побудована в 1949–1950 роках як королівська резиденція. Це був подарунок на весілля у 1947 році герцогу та герцогині Едінбургській (пізніше Філіпові, герцогу Единбурзькому та Королеві Єлизаветі II відповідно) з колонії, поки вони перебували в Кенії. Будинок був орендований у пари урядом Кенії.
У 1952 році Королева Єлизавета II перебувала у Сагана Лодж, повернувшись з готелю Вершини дерев. В цей час почалось повстання Повстання Мау-Мау яке зробила Кенію менш безпечною і тоді кенійський офіцер спеціального відділення Ян Хендерсон був призначений начальником відділу безпеки в Сагана Лодж. Перебуваючи в Сагані Лодж, вона отримала звістку, що її батько Король Георг VI помер і вона стала Королевою Єлизаветою II. Це було унікальною обставиною для такої події. Вона стала першим британським монархом з моменту приєднання Георга I який перебував за межами Великої Британії в момент правонаступництва, а також першим в сучасному часі не дізнатися точного часу її приєднання (тому що її батько помер уві сні у невідомий час).

### Пост-Колоніальна Історія
Оренда Сагана Лодж була повернута Кенії в 1963 році.
У 1976 році Сагана Лодж, поряд з кількома іншими офіційними резиденціями президента Кенії, були оголошені заповідними зонами. Найбільш помітне використання ложі в незалежній Кенії було коли президентом був Мваї Кібакі, й опозиціонер Раїла Одінга, використовував сайт як відступ для досягнення згоди щодо Кенії Великої коаліції уряду.